# Zeugma
Zeugma (uttalas /sɛvgma/ eller /sɛɵgma/, plural zeugman), av grekiska ζεῦγμα, zeûgma, med betydelsen "ok", "sammanbindning", är ett uttryck (en stilfigur/retorisk figur) som förbinder två olika betydelser av samma ord med var sin bestämning.
Zeugma kan användas i humoristiska kommentarer, och blir ofta roande genom kombinationen av en konkret och en abstrakt betydelse av ett verb.
Exempel:
"Han tog flickan i armen och bussen till centrum."
"Jag sätter mig på stolen och tvären."
"Han lyfte pennan mot kontraktet och tio miljoner årligen därefter."